# Tenthredininae

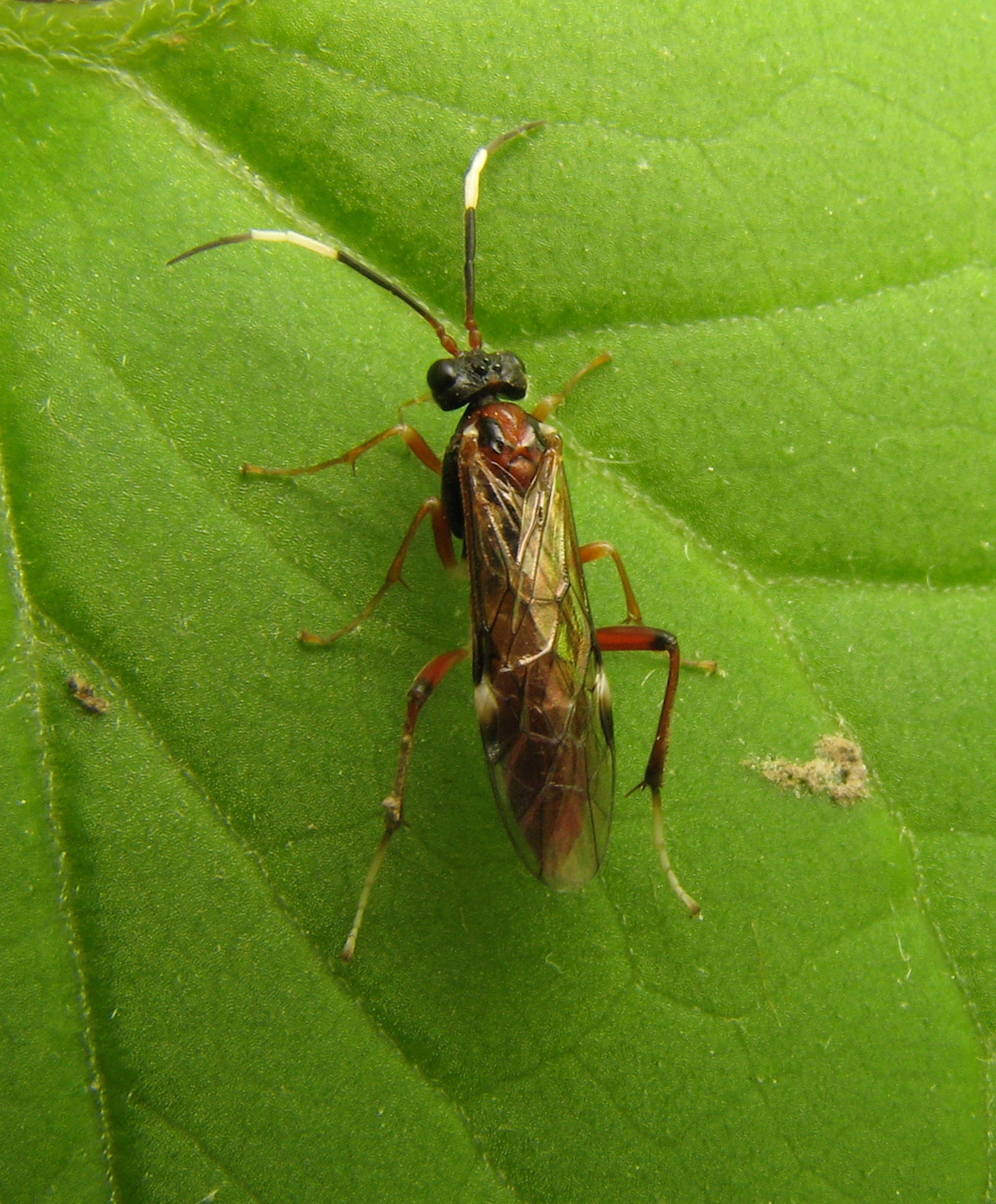
Leucopelmonus annulicornis

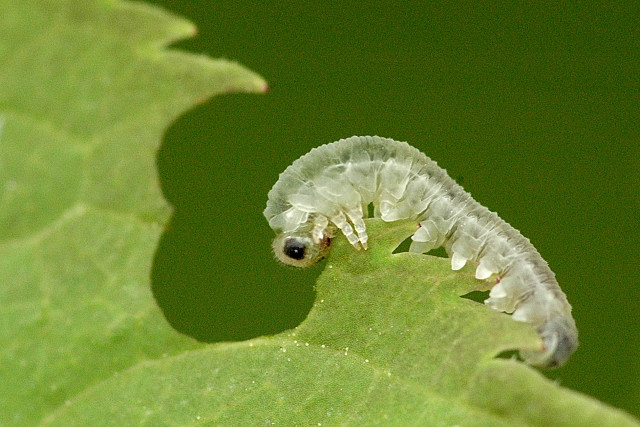
Macrophya albicincta, larva

Tenthredininae es una subfamilia de Symphyta en la familia Tenthredinidae, la mayor familia de Symphyta. Comprende unos 50 géneros, incluido el género tipo Tenthredo. También incluye a la mayoría de los miembros más grandes y coloridos de la familia. Algunas autoridades los dividen en tribus.
Las larvas se alimentan externamente de hojas de una variedad de plantas, incluyendo, angiospermas, gimnospermas y algunos helechos. Hay más de 1720 especies en 33 géneros. Habitan en el hemisferio norte desde el ártico a las regiones templadas.

## Taxonomía
Tribus
- Perineurini
- Sciapterygini
- Tenthredopsini
- Tenthredinini
- Macrophyini